# Прямокрылые
Прямокры́лые, или пры́гающие прямокры́лые (лат. Orthoptera) — отряд новокрылых насекомых с неполным превращением, включающий кузнечиков, сверчков, кобылок (саранчу), трипёрстов и прыгунчиков. По состоянию на 2013 год количество описанных видов оценивалось в 24 481, включая 651 ископаемый вид. Это самый большой отряд в когорте Polyneoptera.

## Название
Название Orthoptera образовано от др.-греч. ὀρθός — «прямой» и πτερόν — «крыло». Ранее также часто использовалось название Saltatoria, введённое Латрейлем в 1817 году.

## Строение

### Общее строение

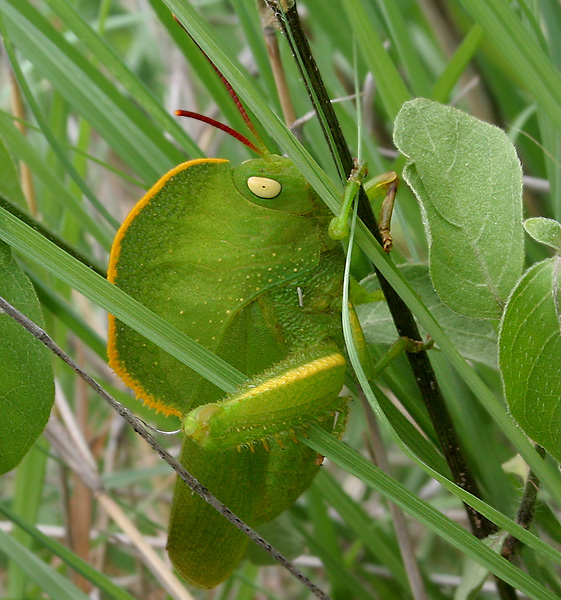
Teratodes monticollis из семейства Acrididae

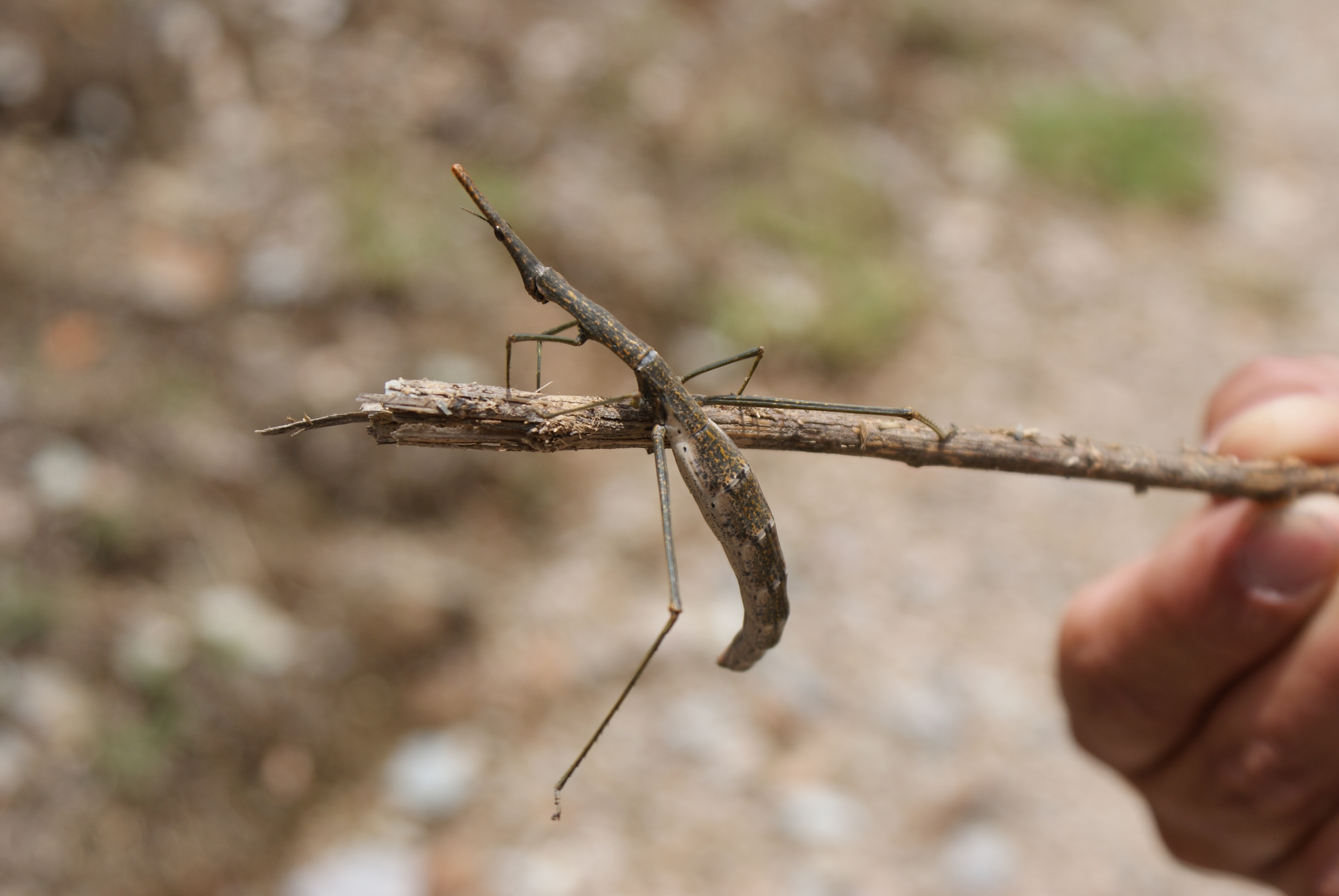
Представитель семейства Proscopiidae в Андах (Перу)

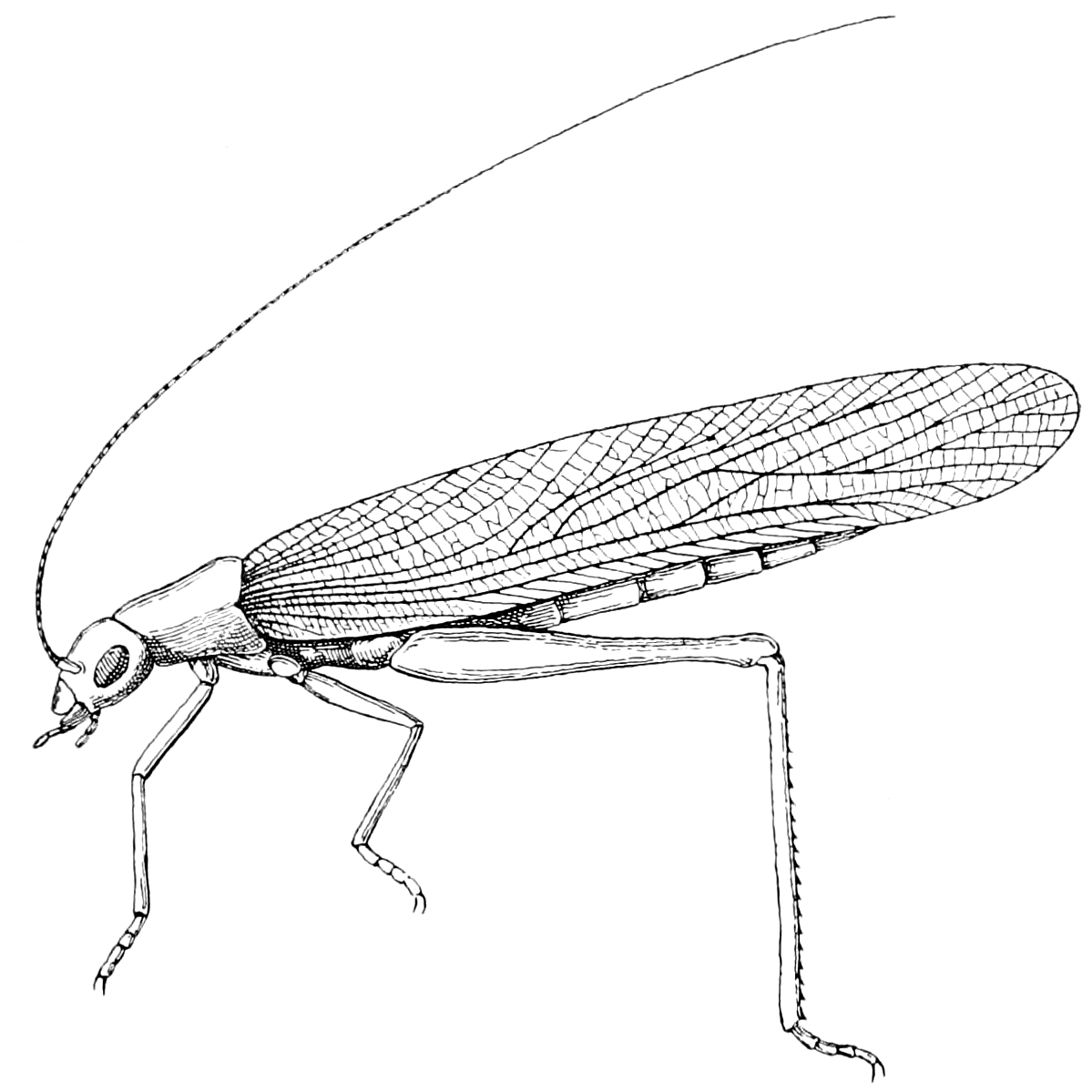
Реконструкция вымершего Oedischia williamsoni

Тело прямокрылых может быть самой разнообразной формы, но чаще всего оно удлинённое. Голова относительно крупная, с отвесным или скошенным лбом, с развитыми глазами и глазками (иногда глазки отсутствуют).
Ротовые органы грызущего типа, направлены вниз или вперед (некоторые сверчковые). Усики удлинённые, нитевидные, щетинковидные либо мечевидные, иногда булавовидные или иной формы. Переднеспинка большая, с развитыми боковыми лопастями, сверху прямоугольной формы, не прикрывает голову. Средне- и заднегрудь слиты, их плевральные отделы резко подразделены косыми или отвесными швами на эпистерн (спереди) и эпимер (сзади).
Характерная черта всего отряда — удлинённые задние ноги с сильно утолщёнными бёдрами, обеспечивающие способность к прыжку (у некоторых прямокрылых эта способность вторично утрачена). Задние голени сверху по обеим сторонам вооружены большим количеством шипов, на конце несут обычно 4—6 подвижных шпоры. Передние и средние ноги бегательного типа, передние ноги также могут быть копательными или хватательными. Передние голени с органом слуха; у короткоусых прямокрылых он утрачен и вторично развился у саранчовых на первом сегменте брюшка. 1—4-члениковые лапки несут на конце два коготка и часто присоску-аролий между ними. Надкрылья плотные, кожистые, с хорошо развитым жилкованием, несут на себе основные элементы звукового аппарата и их участие в полёте ограниченно. Крылья широкие веерообразные, с многочисленными жилками. Позади X тергита располагается хорошо заметная анальная пластинка, последний стернит (IX у самцов, VII у самок) модифицирован и называется генитальной пластинкой. Придатками вершины брюшка являются церки, а у самки также яйцеклад, который иногда отсутствует.

### Звуковой аппарат
Одной из примечательных черт подавляющего большинства прямокрылых является наличие звукового аппарата и способность издавать звук, то есть стрекотать. Звуковой аппарат прямокрылых состоит из смычка и скрипки и сводится к двум основным типам.
Звуковой аппарат первичного типа возник у первых настоящих прямокрылых и представлен комплексом изменённых жилок в основании надкрылий. У прямокрылых левое надкрылье всегда покрывает правое, что связано именно со строением первичного звукового аппарата. Изначально смычком служила единственная стридуляционная жилка на левом надкрылье, а скрипкой — вся поверхность основания правого надкрылья. В дальнейшем эволюция привела к появлению зеркальца — замкнутого поля между основаниями жилок M+CuA и A1+A2. На левом надкрылье зеркальце замутнено, тогда как на правом — прозрачное и блестящее. Спереди зеркальце ограничено толстой стридуляционной жилкой — изменённой CuP, которая на левом надкрылье снизу зазубрена. Звук издаётся трением стридуляционной жилки о край правого зеркальца, служащего резонатором. У сверчковых звуковой аппарат подвергся дальнейшему совершенствованию, а надкрылья сильно укоротились. Фактически, вся их роль теперь сводится к издаванию звука.
Акустические аппараты короткоусых прямокрылых разнообразны (перечислим только наиболее распространённые): звук может извлекаться за счёт трения выпуклых кутикулярных зазубрин (Acridinae) или живых сенсилл (Gomphocerinae) на внутренней поверхности задних бёдер о жилки надкрылий; трения гладкого ребра со внутренней стороны задних бёдер о бугорки или выпуклые жилки на надкрыльях (Oedipodinae); трения крыльев о надкрылья в сложенном положении на земле (Pyrgomorphidae, Gomphocerinae, Oedipodinae) или во время полёта (Oedipodinae, Pamphagidae); при помощи оригинальных аппаратов, например, орган Краусса (Pamphagidae).
У прямокрылых, которые лишены звукового аппарата и зачастую органов слуха, в связи с чем долгое время считались «глухонемыми», существуют свои способы коммуникации. Так, эумастациды продуцируют вибросигналы за счёт тремуляции брюшка, а тетригиды путём сокращением мышц в средних ногах, вибрации от которых передаются через субстрат и регистрируются другими особями. Биоакустика таких групп является молодым и быстроразвивающимся направлением науки.

## Генетика
Число хромосом у прямокрылых варьирует: диплоидные числа колеблются от 8 до 26. Большой размер хромосом и низкое диплоидное число сделали прямокрылых важной группой для общего понимания хромосом и цитогенетики. Кариотипы половых хромосом XO обнаружены примерно у 80 % видов и считаются наследственным способом определения пола в этой кладе. Однако многие виды Saltatoria имеют кариотипы половых хромосом XY и X1X2Y. Сообщалось о партеногенезе у 10 видов. Обширная цитогенетическая работа над природными популяциями выявила множество примеров хромосомной изменчивости внутри и между видами, включая инверсии, транслокации, слияния, деления, перестройки половых хромосом и дополнительные В-хромосомы. Диплоидное число хромосом у прямокрылых колеблется от 8 у Dichroplus silveiraguido до 26 у Conometopus sulcaticollis.

## Классификация
Отряд подразделяется на два хорошо обособленных современных подотряда — длинноусых (Ensifera) и короткоусых (Caelifera), и один ископаемый — Titanoptera, иногда выделяемый в отдельный отряд:
- Подотряд Caelifera Ander, 1939 — Короткоусые прямокрылые
  - Инфраотряд Acrididea
    - Надсемейство Acridoidea MacLeay, 1819 — Саранчовые
      - Семейство Acrididae MacLeay, 1819 — Настоящие саранчовые
      - Семейство Catantopidae
      - Семейство Charilaidae Dirsh, 1953
      - Семейство Dericorythidae Jacobson et V. L. Bianchi, 1902-1905
      - Семейство Lathiceridae Dirsh, 1954
      - Семейство Lentulidae Dirsh, 1956
      - Семейство Lithidiidae Dirsh, 1961
      - Семейство Ommexechidae Bolivar, 1884
      - Семейство Pamphagidae Burmeister, 1840 — Памфагиды
      - Семейство Pyrgacrididae Kevan, 1974
      - Семейство Romaleidae Brunner von Wattenwyl, 1893
      - Семейство Tristiridae Rehn, J.A.G., 1906

    - Надсемейство Eumastacoidea Burr, 1899
      - Семейство Chorotypidae Stål, 1873
      - Семейство Episactidae Burr, 1899
      - Семейство Eumastacidae Burr, 1899
      - Семейство Euschmidtiidae Rehn, J.A.G., 1948
      - Семейство Mastacideidae Rehn, J.A.G., 1948
      - Семейство Morabidae Rehn, J.A.G., 1948
      - † Семейство Promastacidae Kevan et Wighton, 1981
      - Семейство Thericleidae Burr, 1899

    - † Надсемейство Locustopsoidea
      - † Семейство Araripelocustidae Martins-Neto, 1995
      - † Семейство Bouretidae Martins-Neto, 2001
      - † Семейство Eolocustopsidae Riek, 1976
      - † Семейство Locustavidae Sharov, 1968
      - † Семейство Locustopsidae Handlirsch, 1906

    - Надсемейство Pneumoroidea Thunberg, 1810
      - Семейство Pneumoridae Stål, 1873

    - Надсемейство Proscopioidea Serville, 1838
      - Семейство Proscopiidae Serville, 1838

    - Надсемейство Pyrgomorphoidea Brunner von Wattenwyl, 1874
      - Семейство Pyrgomorphidae Brunner von Wattenwyl, 1874

    - Надсемейство Tanaoceroidea Rehn J.A.G., 1948
      - Семейство Tanaoceridae Rehn J.A.G., 1948

    - Надсемейство Trigonopterygoidea Walker F., 1870
      - Семейство Trigonopterygidae Walker F., 1870
      - Семейство Xyronotidae Bolivar I., 1909

    - Надсемейство Tetrigoidea Rambur, 1838
      - Семейство Tetrigidae Rambur, 1838 — Прыгунчики

  - Инфраотряд Tridactylidea
    - † Надсемейство Dzhajloutshelloidea Gorochov, 1994
      - † Семейство Dzhajloutshellidae Gorochov, 1994
      - † Семейство Regiatidae Gorochov, 1995

    - Надсемейство Tridactyloidea — Триперстовые
      - Семейство Cylindrachetidae Giglio-Tos, 1914
      - Семейство Ripipterygidae Ander, 1939
      - Семейство Tridactylidae Brullé, 1835 — Трипёрсты
- Подотряд Ensifera Ander, 1939 — Длинноусые прямокрылые
  - † Инфраотряд Elcanidea
    - † Надсемейство Elcanoidae Handlirsch, 1906
      - † Семейство Elcanidae Handlirsch, 1906
      - † Семейство Permelcanidae Sharov, 1962

    - † Надсемейство Permoraphidioidae Tillyard, 1932
      - † Семейство Permoraphidiidae Tillyard, 1932
      - † Семейство Pseudelcanidae Gorochov, 1987
      - † Семейство Thueringoedischiidae

  - Инфраотряд Gryllidea
    - Надсемейство Grylloidea Laicharting, 1781 — Сверчковые
      - † Семейство Baissogryllidae Gorochov, 1985
      - Семейство Gryllidae Laicharding, 1781 — Настоящие сверчки
      - Семейство Mogoplistidae Brunner von Wattenwyl, 1873 — Чешуйчатые сверчки
      - Семейство Phalangopsidae Blanchard, 1845
      - Семейство Protogryllidae Zeuner, 1937
      - Семейство Trigonidiidae Saussure, 1874

    - Надсемейство Gryllotalpoidea Leach, 1815
      - Семейство Gryllotalpidae Leach, 1815 — Медведки
      - Семейство Myrmecophilidae Saussure, 1874 — Муравьелюбы

  - † Инфраотряд Oedischiidea Handlirsch, 1906
    - † Надсемейство Oedischioidae Handlirsch, 1906
      - † Семейство Anelcanidae Carpenter, 1986
      - † Семейство Bintoniellidae Handlirsch, 1937
      - † Семейство Mesoedischiidae Gorochov, 1987
      - † Семейство Oedischiidae Handlirsch, 1906
      - † Семейство Proparagryllacrididae Riek, 1956
      - † Семейство Pruvostitidae Zalessky, 1929
      - † Семейство Tcholmanvissiidae Zalessky, 1934

    - † Надсемейство Triassomanteoidae Tillyard, 1923
      - † Семейство Adumbratomorphidae Gorochov, 1987
      - † Семейство Triassomanteidae Tillyard, 1923

    - † Надсемейство Xenopteroidae Riek, 1955
      - † Семейство Xenopteridae Riek, 1955

  - Инфраотряд Tettigoniidea
    - Надсемейство Hagloidae Handlirsch, 1906
      - † Семейство Haglidae Handlirsch, 1906
      - † Семейство Hagloedischiidae Gorochov, 1986
      - Семейство Prophalangopsidae Kirby, W.F., 1906
      - † Семейство Tuphellidae Gorochov, 1988

    - † Надсемейство Phasmomimoidea Sharov, 1968
      - † Семейство Phasmomimidae Sharov, 1968

    - Надсемейство Stenopelmatoidae Burmeister, 1838
      - Семейство Anostostomatidae Saussure, 1859
      - Семейство Cooloolidae Rentz, 1980
      - Семейство Gryllacrididae Blanchard, 1845
      - Семейство Stenopelmatidae Burmeister, 1838 — Лжекузнечиковые

    - Надсемейство Tettigonioidea Krauss, 1902 — Кузнечиковые
      - † Семейство Haglotettigoniidae Gorochov, 1988
      - Семейство Tettigoniidae Krauss, 1902 — Настоящие кузнечики

  - Инфраотряд Incertae sedis
    - † Надсемейство Gryllavoidea Gorochov, 1986
      - † Семейство Gryllavidae Gorochov, 1986

    - Надсемейство Rhaphidophoroidea Walker, 1869
      - Семейство Rhaphidophoridae — Пещерные кузнечики

    - Надсемейство Schizodactyloidea Blanchard, 1845
      - Семейство Schizodactylidae Karny, 1927

    - † Семейство Raphoglidae Béthoux, A. Nel, Lapeyrie, Gand et Galtier, 2002
    - † Семейство Vitimiidae Sharov, 1968
- † Подотряд Titanoptera Sharov, 1968[3]
  - † Семейство Paratitanidae Sharov, 1968
  - † Надсемейство Tcholmanvissioidea Zalessky, 1934
    - † Семейство Mesotitanidae Tillyard, 1925
    - † Семейство Tcholmanvissiidae Zalessky, 1934

  - † Надсемейство Tettoedischioidea Gorochov, 1987
    - † Семейство Tettoedischiidae Gorochov, 1987